# Samuel Obeng
Samuel Obeng Gyabuaa (Nsapor, 15 maggio 1997) è un calciatore ghanese, attaccante del Wydad Casablanca.

## Caratteristiche tecniche
È un centravanti.

## Carriera

### Club
Nato in Ghana, all'età di 10 anni si trasferisce a Barcellona ed in seguito entra a far parte dei settori giovanili di Manlleu, Getafe e Girona, dove gioca nella squadra B. Successivamente gioca alcune stagioni in Segunda División B con le maglie di Granollers e Calahorra prima di essere acquistato dal Real Oviedo nel 2019. Inizialmente aggregato alla seconda squadra, il 18 agosto debutta in prima squadra giocando il match di Segunda División perso 3-2 contro il Deportivo La Coruña.
Nella stagione 2024-2025 gioca nella prima divisione portoghese al Casa Pia ed in seguito si trasferisce nella prima divisione marocchina al Wydad Casablanca.

### Nazionale
Ha giocato nella nazionale ghanese Under-23.

## Statistiche
Statistiche aggiornate al 9 maggio 2021.

### Presenze e reti nei club
| Stagione        | Squadra         | Campionato      | Campionato | Campionato | Coppe nazionali | Coppe nazionali | Coppe nazionali | Coppe continentali | Coppe continentali | Coppe continentali | Altre coppe | Altre coppe | Altre coppe | Totale | Totale | Totale |
| Stagione        | Squadra         | Comp            | Pres       | Reti       | Comp            | Pres            | Reti            | Comp               | Pres               | Reti               | Comp        | Pres        | Reti        | Pres   | Reti   |        |
| --------------- | --------------- | --------------- | ---------- | ---------- | --------------- | --------------- | --------------- | ------------------ | ------------------ | ------------------ | ----------- | ----------- | ----------- | ------ | ------ | ------ |
| 2017-2018       | Granollers      | SDB             | 30         | 10         | CR              | 0               | 0               |                    | -                  | -                  |             | -           | -           | 30     | 10     |        |
| 2018-2019       | Calahorra       | SDB             | 28         | 7          | CR              | 1               | 0               |                    | -                  | -                  |             | -           | -           | 29     | 7      |        |
| 2019-2020       | Real Oviedo B   | SDB             | 13         | 4          |                 | -               | -               |                    | -                  | -                  |             | -           | -           | 13     | 4      |        |
| 2019-2020       | Real Oviedo     | SD              | 17         | 3          | CR              | 1               | 0               |                    | -                  | -                  |             | -           | -           | 19     | 3      |        |
| 2020-2021       | Real Oviedo     | SD              | 33         | 3          | CR              | 2               | 0               |                    | -                  | -                  |             | -           | -           | 35     | 3      |        |
| Totale carriera | Totale carriera | Totale carriera | 121        | 27         |                 | 4               | 0               |                    | -                  | -                  |             | -           | -           | 125    | 27     |        |